# Pakt fiskalny
Pakt fiskalny (czasami też traktat fiskalny), traktat o stabilności, koordynacji i zarządzaniu w unii gospodarczej i walutowej – umowa międzynarodowa zawarta przez 25 państw członkowskich Unii Europejskiej, w tym wszystkie państwa strefy euro.

## Historia
Geneza umowy wiąże się z permanentnym niestosowaniem się przez większość państw UE do kryteriów konwergencji i postanowień Paktu Stabilności i Wzrostu (w lutym 2012 nadmierny deficyt stwierdzono aż w 23 spośród 27 państw UE). Jeszcze w 2011 przyjęty został tzw. Sześciopak, czyli sześć aktów prawa, które odnosiły się m.in. do zasad tworzenia budżetów krajowych, tempa wzrostu wydatków i wymaganego tempa redukcji długu publicznego.
Nowy dokument wymuszać ma utrzymywanie równowagi budżetowej, większą kontrolę Rady Unii Europejskiej i Komisji Europejskiej nad stanem finansów publicznych państw i lepszą koordynację polityki gospodarczej. Ustalono także zasady organizowania szczytów strefy euro z udziałem państw, które nie uczestniczą w pełni w UGiW.
Umowa podpisana została w marcu 2012 przez 25 państw członkowskich UE (bez Czech i Wielkiej Brytanii). Traktat wszedł w życie 1 stycznia 2013, warunkiem jego obowiązywania była jego ratyfikacja przez minimum 12 państw strefy euro.

## Pakt fiskalny a sprawa polska
W maju 2013 polski Trybunał Konstytucyjny umorzył postępowanie w sprawie zgodności z Konstytucją RP paktu fiskalnego. Powodem umorzenia było to, że jedna z partii złożyła wniosek w momencie, gdy pakt nie był jeszcze częścią obowiązującego porządku prawnego w Polsce (mimo uchwalenia ustawy w lutym 2013). 29 października 2013 został on opublikowany w Dzienniku Ustaw.
Przeciwnicy paktu fiskalnego zarzucają mu m.in. naruszenie zasady suwerenności w zakresie prawa narodu polskiego do określania swoich interesów politycznych oraz zasady dobra wspólnego, a także zmniejszenie zakresu kompetencji Trybunału Konstytucyjnego, oraz tworzenie nowej kompetencji Trybunału Sprawiedliwości w obszarze prawa polskiego. Z tych powodów deklarowali skierowanie ustawy do zbadania jej zgodności z Konstytucją RP przez Trybunał Konstytucyjny, w momencie gdy stanie się on obowiązującym prawem.